# Зала судових засідань
Зала судових засідань, також судова зала, зала суду — це спеціально облаштоване приміщення, в якому проводяться судові засідання, в яких розглядаються кримінальні, адміністративні, господарські чи цивільні справи разом з секретарем, адвокатом, він же захисник у кримінальному процесі (також є представником відповідача в цивільному судочинстві) та прокурором (в цивільному судочинстві — адвокат, представник позивача) на чолі з головуючим суддею. В деяких випадках на судовому засіданні може бути кілька суддів, народний засідатель або суд присяжних.

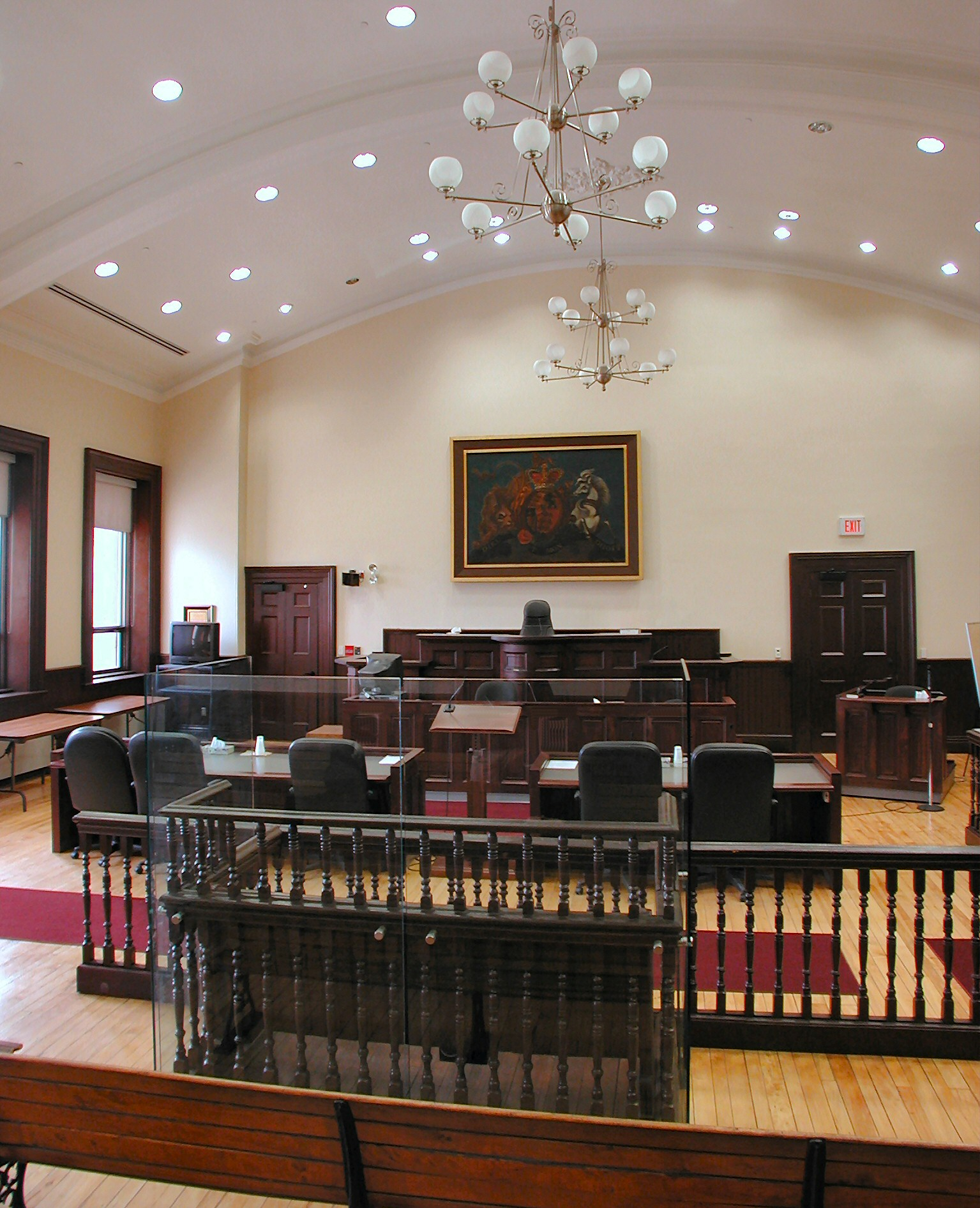
Судова зала в місті Броквіль, провінція Онтаріо, Канада

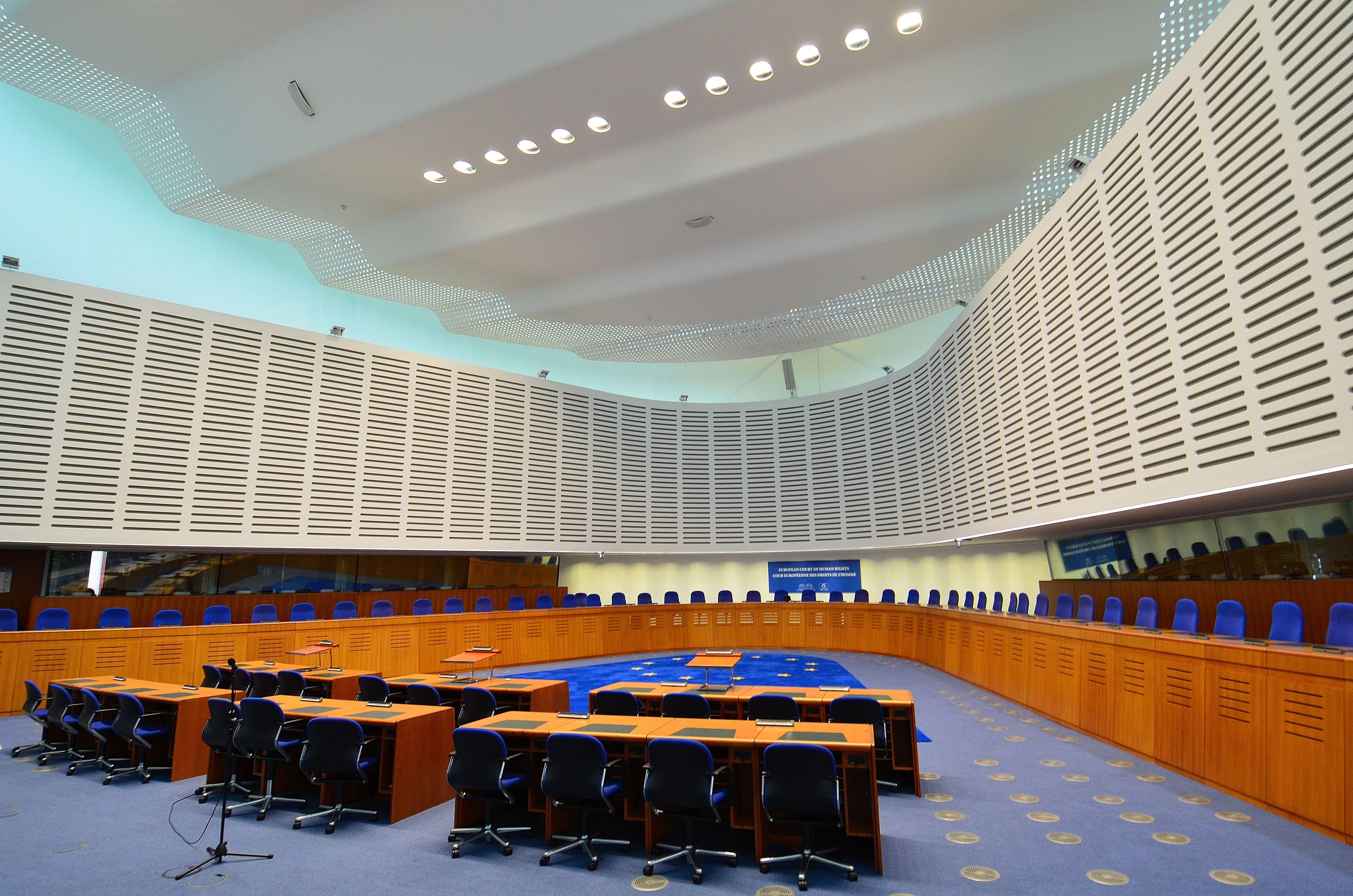
Європейський суд з прав людини

## Облаштування
Судова зала зазвичай поділяється на три сторони, кожна з яких виконує свою функцію. Головним місцем в судовій залі є великий стіл, за яким сидить суддя, кілька їх, народний засідатель або суд присяжних, знаходяться висновки експертиз та речові докази. Зазвичай зліва від судді знаходиться стіл секретаря, що записує протокол судового засідання за допомогою технічних засобів, зазвичай ноутбука. Зправа від судді знаходиться стіл, за яким сидять прокурор (напроти нього і знаходяться речові докази), та потерпілий. Напроти так само знаходиться стіл, але вже з обвинуваченим та його адвокатом (захисником). На вході до судової зали з двох сторін є місце для заінтересованих глядачів, а за перегородкою є трибуна (стіл зі стільцем в цивільному суді) та лава або стільці для допитаних свідків.

## Судовий процес
На початку судового засідання глядачі займають свої місця на стільцях або лавках, що відкоремлюються від основного простору перилами або перегородкою. Після входу судді секретар або судовий розпорядник просить всіх присутніх встати як знак поваги до суду та його учасників, після чого суддя повідомляє присутніх про справу, яка зараз розглядається. Під час судового процесу суддя доручає судовому розпоряднику та іншим учасникам судового процесу завдання, а також ухвалює рішення за клопотаннями сторін (зокрема, щодо допиту незаявлених свідків). Згідно статті 344 КПК України оголошується склад суду, тобто повідомляється П.І.Б. учасників судового процесу. Після цього прокурор зачитує обвинувальний акт (висновок), після чого суд переходить до встановлення особи підсудного. Його просять назвати П.І.Б., місце та дату народження, діяльність, роботу, сімейний стан, чи зрозумілий обвинувальний акт, та чи визнає свою вину, після чого починається його допит. Протягом судового процесу прокурор намагається довести вину підсудного речовими доказами, фактами, свідченнями свідків, висновками експертиз та іншими доказами. Адвокат, в свою чергу, намагається довести невинуватість свого підзахисного, спростовуючи відомості прокурора. Під час судового слідства кожна зі сторін має право подати заяву або клопотання, наприклад, про допит незаявленого свідка. Згідно з КПК, потерпілий за своїм статусом або свідок, що має родинні зв'язки з будь-яким учасником судового процесу, має право відмовитися від надання свідчень, але якщо він погоджується їх надавати, то повинен пам'ятати, що передбачена кримінальна відповідальність за завідомо неправдиві свідчення і за відмову давати їх. Після допиту всіх заявлених і незаявлених свідків, судовий процес закінчується і починаються судові дебати — стадія, на якій сторони роблять висновки щодо розгляду справи. Перший починає прокурор з промовою, в якій відмовляється від обвинувачення, просить направити справу на додаткове розслідування чи призначає покарання, у випадку, якщо вина підсудного доведена всіма доказами по справі. Після нього слово надається адвокату, він же захисник підсудного, який спростовує відомості прокурора та намагається виправдати підзахисного, звільнити його від відбування покарання, замінивши його іспитовим терміном, призначити менш суворе покарання або мінімальне покарання, передбачене статтею. Після промови адвоката обвинуваченому надається право на останнє слово. Після того, як всі сторони висловили свої думки щодо цієї справи, суддя йде до нарадчої кімнати, де радиться з іншими суддями щодо призначення покарання з урахуванням всіх доказів та журналу судового слідства, який записувався секретарем. В кінці судового засідання суддя оголошує вирок (рішення суду, вердикт), що засуджує або виправдовує обвинуваченого. Після зачитування вироку суддя висловлює свою думку щодо цієї справи, та пояснює всім присутнім, що якщо вони не згодні з прийнятим рішенням , то вони можуть оскаржити це рішення до апеляційного суду протягом строку, визначеним суддею.
За порядок проведення судового засідання відповідає судовий розпорядник, а у разі відсутності його функції виконує секретар судового засідання. Саме він запрошує свідків,  виводить із зали суду осіб, які заважають проведенню судового засідання, та виконує інші доручення головуючого.
Судовий процес зазвичай фіксується технічними засобами, такими як: 
- Стенографія за допомогою стенотипу. Стенографія представляє собою стенографа, який друкує на стенотипі слова учасників процесу, що є подібним до записування тексту на комп'ютері. Цей метод є найпоширенішим у судовій практиці.

- Електронний запис за допомогою магнітофону. Включає в себе магнітофон, що може знаходитися в будь-якому місці, та вмикається зазвичай після входу судді. Такий запис може бути використаний для простих справ та депозицій.

- Голосове письмо. Включає в себе стенографа зі спеціальною маскою та мікрофоном, що записує слова, які вимовляються. Цей метод використовується для точного фіксування слів без використання клавіатури.

- Відеозапис. Включає одну, або, найчастіше декілька відеокамер, які можуть бути встановлені в будь-яких місцях, з яких добре видно всю залу судового засідання. У випадку, якщо камер декілька, використовується відеореєстратор для об'єднання записів з кількох камер в одне відео. Відеозапис дозволяє фіксувати не тільки звук, а й те, що відбувається в залі.

- Звукозапис. Включає в себе диктофон або інший звукозаписувальний пристрій (відрізняється від магнітофону тим, що інфмормація записується в цифровому вигляді на цифровий носій), що може знаходитися в будь-якому місці. Звукозапис дозволяє точно відтворити слова та інтонацію, які були висловлені сторонами, свідками та іншими учасниками судового процесу, що забезпечує об'єктивність та точність фіксації, а також він може слугувати доказом у судових справах та може бути корисним у випадках, коли письмовий текст може бути неповним або спотвореним.

Незважаючи на те, що судовий процес може фіксуватися будь-яким способом, секретарю все одно треба попрацювати. Адже він також записує всі слова, що вимовляються учасниками процесу чи свідками. Але є один головний мінус - не всі секретарі можуть швидко все записувати, тому висока вірогідність пропустити якийсь ключовий момент.

## Демонстрація відеодоказів
Під час судового засідання можуть бути продемонстровані відео-, фото- та аудіодокази, що були надані учасниками процесу або свідками. Демонстрація може відбуватися за допомогою проектора, комп'ютера секретаря або спеціального демонстраційного екрана, магнітофона або іншого технічно-демонстраційного засобу. Матеріал може розміщуватися на цифрових носіях, таких як флешка, комп'ютерний або DVD-диск, карта пам'яті. У випадку, якщо фото, відео або аудіозапис було записано (знято) на телефон або інший пристрій, то в такому випадку потрібне підключення такого пристрою до комп'ютера за допомогою кабелю або бездротового з'єднання (також може використовуватися функція трансляції зображення на зовнішній монітор). Демонстрування проводить секретар судового засідання.